# Guion Bluford

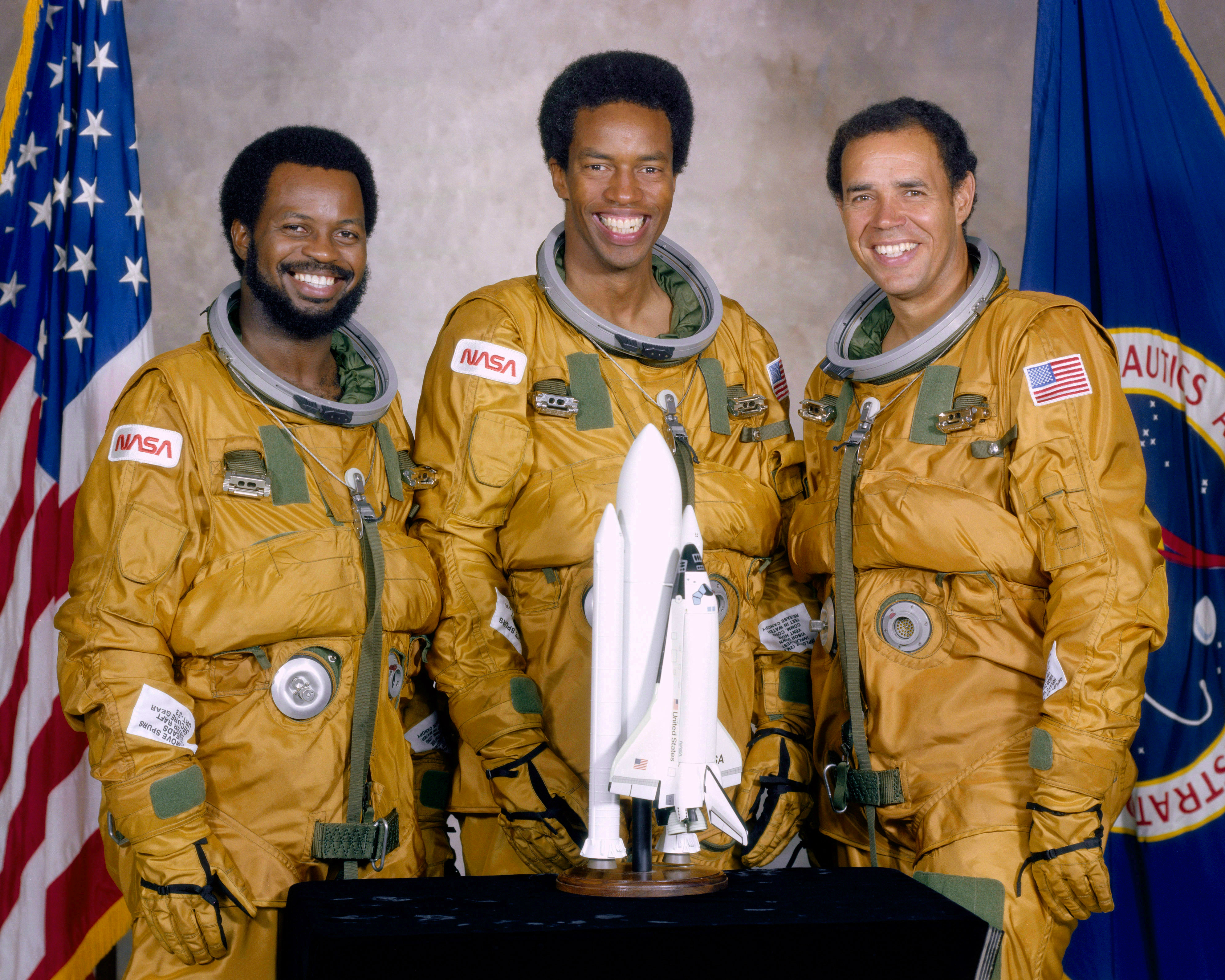
Ronald McNair, Guion Bluford i Fred Gregory, 1978

Guion Stewart Bluford (ur. 22 listopada 1942 w Filadelfii) – amerykański inżynier lotniczy i kosmiczny oraz astronauta, pierwszy czarnoskóry Amerykanin w kosmosie.

## Życiorys
W 1960 skończył szkołę w Filadelfii, w 1964 uzyskał dyplom z inżynierii lotniczej i kosmicznej na Pennsylvania State University, a w 1974 tytuł magistra nauk z wyróżnieniem inżynierii lotniczej i kosmicznej. W 1978 został doktorem filozofii w Air Force Institute of Technology, w 1987 ukończył studia podyplomowe Master of Business Administration na University of Houston w Clear Lake. Przeszedł kurs pilotażu w Williams Air Force Base w Arizonie i w styczniu 1966 uzyskał licencję pilota, szkolił się również w walce powietrznej w Arizonie i na Florydzie, uczestniczył w wojnie wietnamskiej. Brał udział w 144 misjach bojowych, w tym w 65 nad Wietnamem Północnym. W lipcu 1967 rozpoczął kurs na instruktora lotniczego w Sheppard Air Force Base w Teksasie. Ma wylatane ponad 5200 godzin, w tym 1300 jako instruktor. Poza tym jest pilotem komercyjnym i certyfikowanym płetwonurkiem.
16 stycznia 1978 został wybrany przez NASA jako kandydat na astronautę, zakwalifikowany został w sierpniu 1979, przechodził szkolenie na specjalistę misji. Jego pierwszą misją była STS-8 od 30 sierpnia do 5 września 1983 trwająca 6 dni, godzinę i 8 minut; start nastąpił z Centrum Kosmicznego im. Johna F. Kennedy'ego na Florydzie, a lądowanie w Edwards Air Force Base w Kalifornii. Od 30 października do 6 listopada 1985 był specjalistą misji STS-61-A trwającej 7 dni i 44 minuty. Od 28 kwietnia do 6 maja 1991 brał udział w misji STS-39 trwającej 8 dni, 7 godzin i 22 minuty. Ostatnią jego misją była STS-53 od 2 do 9 grudnia 1992, trwająca 7 dni, 7 godzin i 19 minut.
Łącznie spędził w kosmosie 28 dni, 16 godzin i 33 minuty. Opuścił NASA 15 czerwca 1993.
Stowarzyszenie Uczestników Lotów Kosmicznych (Association of Space Explorers) przyznało mu Universal Astronaut Insignia za lot orbitalny (nr 126).